# Intracellulair
In celbiologie, moleculaire biologie en aanverwante wetenschapsgebieden, betekent het woord intracellular "binnenin de cel". Een intracellulair proces vindt bijvoorbeeld plaats in het cytoplasma of de celkern.
Het begrip is de tegenhanger van extracellulair (buiten de cel). De celmembraan is de barrière tussen het intracellulair en extracellulaire milieu (Milieu intérieur), twee omgevingen die vaak drastisch verschillend zijn. Bij de meeste cellen wordt bijvoorbeeld een hoge concentratie kalium binnen de cel gehandhaafd, terwijl de concentratie natrium laag wordt gehouden, wat leidt tot een elektrochemisch gradiënt.